# Загальний зв'язок явищ
Загальний зв'язок явищ — в концепціях філософського монізму — найбільш загальна закономірність існування навколишнього світу. Взаємозв'язок предметів і процесів дійсності існує і виявляється тільки в процесі їх взаємодії на всіх структурних рівнях — від ядерного до метагалактичного, тобто має універсальний характер. Універсальна взаємодія тіл обумовлює саме існування конкретних матеріальних об'єктів та їх специфічні властивості. З. З.Я. має різноманітні прояви. Оскільки кожен предмет має безліч сторін, властивостей, а, отже, знаходиться в безлічі взаємозв'язків з іншими, виникає необхідність класифікації цих взаємозв'язків на різних засадах ; за специфікою механізму здійснення (механічні, фізичні, хімічні, біологічні та соціальні), за формами буття (просторові і часові), за ступенем спільності (одиничні, часткові, загальні, універсальні). Розрізняють також зв'язки внутрішні і зовнішні. Внутрішні зв'язки — це зв'язки між елементами системного утворення, сукупність яких утворює його структуру. Зовнішні зв'язки являють собою відносини між даним явищем і оточуючими його предметами, процесами. Виділяють також істотні і несуттєві зв'язки. Істотні — це зв'язки глибинні, стійкі, що визначають специфіку даного явища. Особливе місце в системі істотних зв'язків займають закономірні зв'язки, оскільки тільки закони дають якісну характеристику явищ оточуючого нас світу. Особливий вид представляють так звані інформаційні зв'язки, які не обмежуються рамками виду і популяції, біоценозу, біосфери і живої природи в цілому, а мають місце у всій доцільно організованій природі, де функціонують складні системи (тварина, рослина, ЕОМ, суспільство на всіх рівнях його структурної організації і т. д.). З. З.Я. не можна розуміти спрощено — як постійний зв'язок і взаємодія будь-якої частинки у Всесвіті з будь-якою іншою. Поряд з постійним зв'язком кожного об'єкта з іншим, існує також і відносна автономність і незалежність надзвичайно розділених у просторі і часі об'єктів, особливо якщо їх існування відноситься до різних історичних епох.